# Chondrosum karwinskyi
Chondrosum karwinskyi är en gräsart som beskrevs av Eugène Pierre Nicolas Fournier och William Botting Hemsley. Chondrosum karwinskyi ingår i släktet Chondrosum och familjen gräs. Inga underarter finns listade i Catalogue of Life.